# Podolestes orientalis
Podolestes orientalis – gatunek ważki z rodziny Argiolestidae.
Owad ten występuje w Brunei, indonezyjskim Kalimantanie, Malezji (Sarawak i Półwysep Malajski) i Singapurze.